# Franciszek Kupracz
Franciszek Kupracz (ur. 28 sierpnia 1950, zm. 27 grudnia 2017) – polski samorządowiec, wójt gminy Darłowo w latach 1998–2014.

## Kariera polityczna
W okresie Polskiej Rzeczypospolitej Ludowej był członkiem Polskiej Zjednoczonej Partii Robotniczej. Po wprowadzeniu stanu wojennego został wykluczony z partii za wspieranie NSZZ „Solidarność”.
W wyborach samorządowych w 1998 roku został wybrany wójtem Gminy Darłowo. Był pierwszym darłowskim wójtem wybranym w bezpośrednich wyborach. Został zaprzysiężony 6 listopada 1998 roku. W wyborach samorządowych w 2010 roku uzyskał w II w turze 57,53% głosów, wygrywając z Janem Krzysztofem Górskim. Franciszek Kupracz pełnił funkcję wójta do 2014 roku, kiedy to w I turze w wyborów samorządowych przegrał ze swoim byłym zastępcą Radosławem Głażewskim, uzyskując 18,7% głosów.

### Elektrownia atomowa nad Jeziorem Kopań
We wrześniu 2011 roku Kupracz poinformował, że według nieoficjalnych informacji, pierwsza polska elektrownia jądrowa powstanie nad jeziorem Kopań, na terenie gminy Darłowo. Według wójta miały dzięki temu wpłynąć do gminy znaczące fundusze. Wkrótce Polska Grupa Energetyczna wykluczyła Kopań z listy potencjalnych lokalizacji. W reakcji na to sprawa została omówiona podczas sesji rady gminy w styczniu kolejnego roku. Część samorządowców poparła starania wójta. Wśród nich byli burmistrz Darłowa Arkadiusz Klimowicz, burmistrz Sławna Krzysztof Frankenstein, starosta sławieński Wojciech Wiśniowski, radna Sejmiku Województwa Zachodniopomorskiego oraz wójtowie niektórych gmin wiejskich. Napisali oni do PGE list otwarty, w którym zachęcali do powrotu do rozmów na temat budowy elektrowni w gminie Darłowo.
10 lutego 2012 r. starosta sławieński Wojciech Wiśniowski poinformował po spotkaniu z przedstawicielem PGE, że spółka nie powróci do planu budowy elektrowni nad jeziorem Kopań. Informację tę potwierdził wójt Kupracz. Przyznał wówczas, że okolice jeziora Kopań nie były dobrą lokalizacją m.in. z uwagi na znajdujący się w pobliżu obszar Natura 2000, region turystyczny, ubogą infrastrukturę techniczną czy duże koszty przesyłu i odbioru energii elektrycznej. Jako najlepsze miejsce na budowę elektrowni wskazywał wtedy miejscowość Gąski w gminie Mielno. Jednocześnie przyznał, że najbardziej prawdopodobną lokalizacją pierwszej polskiej elektrowni atomowej z punktu widzenia PGE są teraz okolice Trójmiasta. Elektrownia atomowa w Gąskach mogłaby według niego powstać jako druga.

### Upamiętnienie Andrzeja Leppera
Franciszek Kupracz był zwolennikiem upamiętnienia w przestrzeni publicznej Andrzeja Leppera, mieszkańca gminy Darłowo. Zrezygnował jednak z nadania jego nazwiska jednej z ulic w Dąbkach, gdyż w jego opinii byłoby to niewystarczające uhonorowanie. Zamiast tego zaproponował nieoficjalnie, by zmienić nazwę wsi, w której mieszkał, tj. Zielnowa, na Lepperowo. Pomysł spotkał się z krytyką ze strony przewodniczącej lokalnych struktur Prawa i Sprawiedliwości Jadwigi Czarnołęskiej-Gosiewskiej, która określiła to jako próbę zaistnienia medialnie. Wójt Kupracz planował także utworzyć w Zielnowie izbę pamięci Andrzeja Leppera, zaś wokół jego grobu ustawić cztery kolumny z zadaszeniem. W październiku 2013 roku zamontował na terenie gminy dwie tablice informujące mieszkańców, że jadą drogą krajową nr 37 – Lepperówką. Pomysł uzasadnił mówiąc, że to właśnie Andrzej Lepper przyczynił się do renowacji jezdni i jej przekwalifikowania z drogi powiatowej na drogę krajową. Zapowiedział przy tym, że postawi kolejne takie tablice.

### Kontrowersje

#### Likwidacja szkół w Słowinie i Dobiesławiu
W trakcie ostatniej kadencji wójta Kupracza w latach 2010–2014 na terenie gminy kilkukrotnie likwidowano szkoły publiczne. W lutym 2012 roku rada gminy zdecydowała o likwidacji Szkoły Podstawowej w Słowinie i Zespołu Szkół w Dobiesławiu. Kupracz zapewniał wtedy, że do fizycznej likwidacji szkoły w Dobiesławiu nie dojdzie, a zostanie ona jedynie przekształcona w szkołę społeczną. Jako przyczynę decyzji wskazywał znaczące przekroczenie kosztów utrzymywania szkoły w stosunku do otrzymywanej od państwa subwencji. Zauważył też, że zmniejszyła się liczba uczniów.

#### Protest przeciwko likwidacji szkoły w Dąbkach
W styczniu 2013 roku wójt ogłosił zamiar likwidacji dwóch szkół wchodzących w skład Zespołu Szkół nr 3 w Dąbkach, tj. Szkoły Podstawowej z Oddziałem Przedszkolnym im. Ratowników Morskich oraz Gimnazjum Nr 3 im. Ratowników Morskich. Podobnie jak w przypadku szkoły w Dobiesławiu, zaproponowano, by placówkę przekształcono w szkołę społeczną. Wójt zauważył, że koszt utrzymania szkoły społecznej jest dla gminy o blisko milion złotych mniejszy niż w przypadku szkoły publicznej. Tu także zwrócił uwagę na zmniejszającą się liczbę uczniów. Decyzja spotkała się ze sprzeciwem części radnych. Wśród krytyków decyzji był sołtys Dąbek Jan Górski, według którego koszty utrzymania szkoły społecznej wcale nie są dużo mniejsze niż w wypadku szkoły publicznej. Swoje obawy wyrazili politycy Prawa i Sprawiedliwości Jadwiga Czarnołęska-Gosiewska i Czesław Hoc. Mimo to rada gminy przyjęła w dniu 31 stycznia większością głosów uchwałę intencyjną o przekształceniu szkół.
Jeszcze przed zapadnięciem decyzji, mieszkańcy miejscowości dwukrotnie zwołali spotkanie w tej sprawie. Argumentowali, że przekształcenie szkoły w placówkę społeczną nie gwarantuje ciągłości jej istnienia. Na żadne z tych spotkań nie stawił się wójt Kupracz, który określił je jako polityczne wiece Jana Górskiego. Tymczasem zawiązało się Stowarzyszenie Przyjaciół Szkoły w Dąbkach, które miało poprowadzić szkołę społeczną od września 2013 roku. Prezesem Stowarzyszenia miał zostać syn wójta, Łukasz Kupracz. Wójt nie przyszedł również na kolejne dwa spotkania, zorganizowane już po uchwale Rady Gminy. Na czwartym spotkaniu wywieszono transparenty i flagi. W imieniu Związku Nauczycielstwa Polskiego wypowiedziała się prezes lokalnego oddziału, Bożena Ciechanowska. Zapewniła, że stanowisko ZNP w kwestii likwidacji szkoły jest negatywne, a nawet że w ich opinii istnieją przesłanki o możliwości popełnienia przestępstwa. 24 marca Adam Zygmunt, szef okręgu zachodniopomorskiego ZNP złożył w tej sprawie zawiadomienie do prokuratury. Podczas wizyty w Warszawie wręczył list Minister Edukacji Narodowej Krystynie Szumilas. Małgorzata Chyła, szefowa struktur związku w Koszalinie nazwała decyzję o likwidacji szkoły całkowicie niezasadną. Mianowanie syna wójta prezesem Stowarzyszenia Przyjaciół Szkoły w Dąbkach określiła jako nepotyzm. Swoje zaniepokojenie wyraziło Kuratorium Oświaty. Również 24 marca poseł Czesław Hoc zwrócił się w tej sprawie do wojewody oraz złożył interpelację poselską. W razie konieczności zapowiedział złożenie wniosku o referendum gminne. Poseł zwrócił uwagę, że rodzice powinni zostać poinformowani o likwidacji szkoły najpóźniej na sześć miesięcy przed faktem, podczas gdy ostateczną decyzję w tej sprawie przełożono na kwiecień. On także oskarżył rodzinę Kupraczów o nepotyzm. Sam Łukasz Kupracz zapewniał, że nie będzie pobierał z racji swojej nowej funkcji żadnego wynagrodzenia
4 kwietnia rodzice uczniów na znak protestu zablokowali drogę krajową nr 6 w Karwicach. Protestujący mieli ze sobą transparenty i ulotki. Podczas sesji rady gminy w dniu 5 kwietnia, na której miała zapaść ostateczna decyzja w sprawie szkoły w Dąbkach, przykuli się łańcuchami do stołu przewodniczącego obrad. Mimo to rada gminy przyjęła uchwałę o likwidacji szkół. Rodzice uczniów rzucili na stół monety mówiąc, że są to srebrniki dla zdrajców. Justyna Bindas, Agnieszka Czupajło i Bogumiła Górska rozpoczęły strajk głodowy. Ta ostatnia jest żoną sołtysa Górskiego, który wyraził poparcie dla protestu. 8 kwietnia dołączyła do nich Justyna Huba, a 10 kwietnia Joanna Noworolnik. Wójt zaproponował kobietom rozmowy ze swoim przedstawicielem. Sam nie chciał w nich brać udziału z uwagi na niepopularność swojej osoby. Rozmowy, które odbyły się 11 kwietnia, zostały przerwane. Zdaniem protestujących, strona samorządowa odwracała uwagę od bieżącego problemu, skupiając się na dalekosiężnych planach. Franciszek Kupracz zapowiedział wtedy zwołanie nadzwyczajnej sesji rady gminy, do której jednak nie doszło. Tego samego dnia Justyna Bindas i Agnieszka Czupajło z uwagi na ogólny stan zdrowia zostały przewiezione do szpitala. 17 kwietnia, pod koniec drugiego tygodnia głodówki, wójt wezwał listownie kobiety do opuszczenia budynku Urzędu Gminy. Zapewnił jednak, że nie będą one usuwane siłą. Tego samego dnia wydał oświadczenie, w którym poinformował o uszkodzeniu mienia i ataku na urzędnika samorządu ze strony jednej z kobiet. Interweniowała policja. Wójt wydał Janowi Górskiemu i Jadwidze Czarnołęskiej-Gosiewskiej zakaz wstępu na teren budynku. Jednocześnie zezwolił na kontynuowanie protestu Bogumile Górskiej i Joannie Noworolnik. Jeszcze tego samego dnia lekarz nakazał przerwanie protestu Bogumile Górskiej, w miejsce której strajk rozpoczęła inna kobieta. Według wójta, Justynę Hubę miał wyprowadzić z protestu sam Jan Górski. W późniejszym oświadczeniu skomentował to słowami, że w końcu zajęła się rodziną. Kupracz mianował komendanta Straży Gminnej oraz Strażaków Ochotniczej Straży Pożarnej Gminy Darłowo odpowiedzialnymi za bezpieczeństwo strajkujących kobiet.
W kolejnych dniach Franciszek Kupracz dyskredytował uczestniczki protestu. Stwierdził m.in., że nie będzie płacić jednej z kobiet za sprzątanie pomieszczeń urzędu w trakcie protestu, gdyż nie chce pomagać jej w płaceniu alimentów na córkę. Wypominał kobietom interesowność, złe maniery oraz łamanie zasad głodówki. Co ciekawe, sam wcześniej zamówił im pizzę, której te nie przyjęły. Wyliczył, że po trzech tygodniach protest miał kosztować gminę 17 tysięcy złotych. 23 kwietnia wydał oświadczenie, w którym stwierdził, że strajk rodziców jest nielegalny i zostaną oni w związku z tym zmuszeni do pokrycia rzekomych kosztów. Według Kupracza były to np. wynagrodzenia za czas pracy strażaków OSP. Poinformował, jakoby do protestu miała dołączyć żona księdza, której dzieci niedawno ukończyły szkołę w Dąbkach. Po raz kolejny oskarżył swoich przeciwników politycznych o nieuczciwość i nepotyzm. Oskarżenia te skierował wobec członków partii Prawa i Sprawiedliwości, Platformy Obywatelskiej, Ruchu Palikota, jak i Sojuszu Lewicy Demokratycznej. Najwięcej miejsca poświęcił przy tym sołtysowi Górskiemu. Dziennikarza stacji TVN24 zbierającemu na miejscu materiały do reportażu nazwał chamskim. Postawę wójta skrytykowała Małgorzata Chyła z koszalińskich struktur ZNP. 24 kwietnia zorganizowała w ramach protestu pikietę przed gmachem Urzędu Gminy.
Strajk głodowy zakończył się 26 kwietnia. O jego zakończenie apelował m.in. biskup Edward Dajczak. Ostatecznie decyzję o likwidacji szkół unieważnił w maju 2013 r. wojewoda zachodniopomorski. Postanowiono utworzyć dwie odrębne szkoły publiczne w miejsce dotychczasowego zespołu szkół. Przedstawicielka ZNP Małgorzata Chyła zwróciła wówczas uwagę na brak gwarancji ciągłości zatrudnia dla nauczycieli, którzy musieli rozwiązać dotychczasowe umowy i ponownie ubiegać się o pracę. Skonsultowała się w tej sprawie z prawnikiem i poinformowała, że ZNP pomoże dochodzić nauczycielom swoich praw na drodze sądowej. Rodzice nazwali to aktem zemsty wobec nauczycieli wspierających protest. Ponadto wójt zrezygnował z finansowania części zajęć z budżetu gminy. 4 czerwca rada gminy podjęła uchwałę w sprawie wzniesienia skargi na decyzję wojewody i odwołanie się od niej do Wojewódzkiego Sądu Administracyjnego.
We wrześniu okazało się, że nauczyciele otrzymali okrojony przydział godzin, lekcje nakładają się na siebie, a sale nie są przygotowane do zajęć. Mieszkańcy chcieli zorganizować spotkanie z wójtem Kupraczem, który jednak nie chciał odbyć go w Dąbkach. Zamiast tego zaproponował spotkanie w świetlicy w Bobolinie. Rodziców poparł Związek Nauczycielstwa Polskiego. Zwrócono uwagę, że nauczyciele otrzymali propozycję niekorzystnych umów o pracę, i to dopiero 1 września, zaś dyrektorami szkół zostały osoby niebędące nauczycielami tej placówki. W sprawę zaangażował się przewodniczący ZNP Sławomir Broniarz, który 4 września wystosował w imieniu związku list do premiera Donalda Tuska. Nauczyciele wystosowali podobny list do prezydenta Bronisława Komorowskiego. ZNP i nauczyciele domagali się dymisji wójta Kupracza. 20 stycznia WSA uznał, że dyrektorki placówek zostały powołane na to stanowisko niezgodnie z przepisami. Ich obowiązki przejęły dotychczasowe wicedyrektorki. Wójt zapowiedział zaskarżenie decyzji do Naczelnego Sądu Administracyjnego.
Franciszek Kupracz uznał sołtysa Dąbek Jana Górskiego za organizatora protestu i domagał się, by pokrył on jego koszty. Jan Górski wniósł w tej sprawie skargę do wojewody zachodniopomorskiego, który polecił podjąć decyzję radzie gminy. Ta w dniu 6 lutego 2014 r. przychyliła się do wniosku wójta. Koszt protestu wyliczono na przeszło 22 tysiące złotych. 28 listopada 2013 r. rodzice dzieci i nauczyciele szkół w Dąbkach wystosowali list otwarty do wiceministra edukacji narodowej Przemysława Krzyżanowskiego, w którym informowały, że wójt w dalszym ciągu planuje przekształcenie szkół publicznych w społeczne. 6 lutego 2014 r. rada gminy podjęła kolejną uchwałę intencyjną w tej sprawie.
Agnieszka Czupajło i Justyna Huba pozwały wójta Kupracza o naruszenie ich dóbr osobistych. Pierwsza rozprawa miała miejsce w październiku 2014 roku w Sądzie Okręgowym w Koszalinie. Po czterech rozprawach wyrok zapadł 6 marca 2015 roku. Wójt Kupracz został uznany winnym i został zobowiązany do przeprosin oraz wypłacenia kobietom po 15 tysięcy złotych zadośćuczynienia. Kupracz odwołał się do Sądu Apelacyjnego w Szczecinie. Jako powód wskazał nadmierny pośpiech i liczne błędy przy rozprawie w Koszalinie.

#### Protest przeciwko podwyższeniu wysokości opłat w Uzdrowisku Dąbki
W listopadzie 2012 rada gminy Darłowo znacząco podwyższyła wysokość opłat za dzień pobytu w Uzdrowisku Dąbki. Spotkało się to z niezadowoleniem mieszkańców, którzy pod przewodnictwem sołtysa Dąbek Jana Krzysztofa Górskiego zebrali się pod gmachem Urzędem Gminy w celu oprotestowania decyzji. Wójt wyszedł do protestujących i zaprosił wszystkich bądź też reprezentantów do rozmów w siedzibie urzędu. Wyznaczył też dla nich plac protestacyjny, co stało się tematem reportażu Teleexpressu.

#### Spór z sołtysem Dąbek Janem Górskim
Sołtys Dąbek Jan Górski otwarcie krytykował wójta Kupracza za decyzje o podwyższeniu opłat w uzdrowisku w Dąbkach oraz likwidacji tamtejszego Zespołu Szkół. Kolejna odsłona sporu miała miejsce w marcu 2013 roku. Wójt Kupacz i sołtys Górski wymienili się listami otwartymi. Franciszek Kupracz zasugerował, że Jan Górski zdefraudował środki należące do Darłowskiej Lokalnej Grupy Rybackiej, której był przewodniczącym. Według wójta, kierowana przez Górskiego DLGK dwukrotnie przyznała środki na ten sam cel, tj. na budowę Regionalnej Izby Tradycji Pamięć Pokoleń w jego własnym domu w Dąbkach, najpierw jego żonie, a następnie jemu osobiście. Poza tym w Dąbkach istniała już wówczas Izba Tradycji. Sołtys Górski odpierał zarzuty pisząc, że przewodniczący nigdy nie ocenia własnych wniosków. Regionalna Izba Tradycji miała funkcjonować w jego mieszkaniu nieprzerwanie od 1989 roku, a on sam miał ją prowadzić w sposób bezinteresowny i nakładem prywatnych środków. Miało to wypełnić pustkę kulturową gminy Darłowo, o którą obwiniał urzędującego od 1998 roku wójta. Górski podkreślił też swoje zaangażowanie na rzecz lokalnej społeczności.

#### Spór z posłem Czesławem Hocem
Spór o zespół szkół w Dąbkach, w który zaangażował się poseł Czesław Hoc, był pierwszą odsłoną jego konfliktu z wójtem gminy Darłowo. Jak sam później przyznał, przygotowując się do spotkania z protestującymi w Dąbkach, dowiedział się na temat innych domniemanych afer związanych z osobą Kupracza. W maju 2013 roku poseł złożył zawiadomienie do Prokuratury Okręgowej w Koszalinie o możliwości popełnienia przez Franciszka Kupracza przestępstwa niegospodarności. Wniosek dotyczył sprawy przetargu na oczyszczalnię ścieków w Rusku. W ogłoszonym w 2008 roku przetargu wpłynęła jedna oferta, która jednak przekraczała budżet o prawie 4,5 miliona złotych. Mimo to 30 maja 2008 roku wójt zdecydował się podpisać umowę na realizację tej inwestycji. Wybór został negatywnie oceniony w raporcie Najwyższej Izby Kontroli, Delegatury w Szczecinie z lipca 2011 roku. Franciszek Kupracz uzasadniał swoją decyzję obawą o dalsze wydłużanie się terminu oddania oczyszczalni do eksploatacji, który według założeń Krajowego Programu Oczyszczania Ścieków Komunalnych upływał z końcem 2010 roku. Poseł Hoc wskazywał też, że wobec Franciszka Kupracza istnieje podejrzenie nepotyzmu, a co za tym idzie konfliktu interesów. Architektem gminy Darłowo była w tym czasie córka wójta Kupracza.
Następnego dnia Kupracz odpowiedział posłowi Hocowi listem otwartym. Powołał się w nim m.in. na opinię Regionalnej Komisji Orzekającej w Sprawach o Naruszenie Finansów Publicznych przy Regionalnej Izbie Obrachunkowej w Szczecinie, która uznała możliwość nałożenia kary finansowej na wójta za działanie niewspółmierne do wagi i szkodliwości przypisywanych mu czynów. Podkreślono, że wójta Kupracza uniewinniono z 4 spośród 8 zarzutów, a także że cieszy się dobrą opinią wśród społeczeństwa. Wspomniany przetarg był drugim rozpisanym przy tej inwestycji, przy czym pierwszy, w którym padły cztery oferty z dużo wyższymi cenami został unieważniony. Na zarzut o nepotyzm odpowiedział, że architekt gminy nie podlega bezpośrednio wójtowi. Ponadto zarzucił nepotyzm samemu posłowi Hocowi. Franciszek Kupracz uznał, że padł ofiarą mowy nienawiści ze strony posłów Prawa i Sprawiedliwość. Wymienił przy tym przykład Jadwigi Czarnołęskiej-Gosiewskiej, która miała powiedzieć, że na jego grób będą rzucali kamieniami.
14 maja jako wójt wydał oświadczenie, w którym oskarżył media o podawanie na jego temat fałszywych informacji, przytaczanie jego wypowiedzi w sposób wybiórczy i bez autoryzacji oraz kreowanie negatywnego obrazu jego postaci w mediach. Przykładem tego ostatniego miało być przedstawianie go jako osoby schorowanej, podczas gdy lekarz wydał orzeczenie pozwalające mu na wykonywanie czynności zawodowych. Działania te określił jako nagonkę na swoją osobę. Zaznaczył przy tym, że nie wyraża zgody, zarówno jako osoba prywatna, jak i publiczna, na publikowanie jego wypowiedzi bez autoryzacji oraz na filmowanie, fotografowanie i przeprowadzanie z nim wywiadów na terenie Urzędu Gminy Darłowo, jak i szkoły w Dąbkach. Poinformował, że od tej pory będzie udzielał informacji i odpowiedzi jedynie na zapytania listowne. Z zastrzeżeń tych wyłączył czasopismo Obserwator lokalny oraz panią Elżbietę Jaworowicz z Telewizji Polskiej. Poinformował także o przypadkach wypowiadania gróźb pod jego adresem. Działania służb odpowiedzialnych za reagowanie w takich sytuacjach uznał za niewystarczające, dlatego zapowiedział, że każdy taki przypadek będzie kierował na drogę sądową.

#### Nielegalna budowa wiatraków
Franciszek Kupracz od lat realizował program budowy nowych farm wiatrakowych na terenie gminy. W 2007 roku informował, że do tej pory powstało 60 wiatraków, a w planach jest wzniesienie kolejnych czterdziestu. Powiedział też, że każdy wiatrak przynosi duże dochody gminie. W listopadzie 2013 roku mieszkańcy gminy zaprotestowali przeciwko budowie wiatraków na jej terenie. Protestowi przewodziła Grażyna Marcinkowska-Hryckiewicz, zajmująca się przetwórstwem ryb. Poruszyła też sprawę na forum programu Państwo w Państwie. Od kilku lat walczyła przeciwko Gminie Darłowo w sądzie w tej sprawie. Poinformowała ona, że wiatraki w okolicy miejscowości Stary Jarosław i Nowy Jarosław stanęły na podstawie zanegowanych przez sąd planów zagospodarowania przestrzennego. Kobieta domagała się ich rozebrania. W odpowiedzi wójt przygotował nowy plan, który miał zalegalizować umiejscowione już wiatraki. 28 listopada mieszkanka zaplanowała pikietę przed budynkiem Urzędu Gminy. Policja poinformowała ją, że protest nie może się odbyć, gdyż nie został o nim poinformowany burmistrz Darłowa. 21 stycznia 2014 roku podczas nadzwyczajnej sesji rady gminy, wójt poinformował o wycofaniu się z nowego planu zagospodarowania przestrzennego. Nie zdecydowano jednak o rozebraniu dotychczas wybudowanych wiatraków.

#### Spór z wicewójtem Radosławem Głażewskim
11 kwietnia 2014 roku Franciszek Kupracz odwołał swojego zastępcę, wicewójta Radosława Głażewskiego, który pełnił tę funkcję od 2011 roku. Wójt Kupracz oskarżył go o nielojalność, gdyż dowiedział się, że ten chce kandydować na urząd wójta bez jego zgody. Sam zapowiedział wcześniej, że w wyborach samorządowych 2014 roku będzie ubiegał się o reelekcję. Wywołało to spór medialny na linii Kupracz-Głażewski.

#### Opodatkowanie plakatów i banerów wyborczych
W trakcie kampanii przed wyborami samorządowymi w 2014 roku, wójt Kupracz wydał oświadczenie, według którego osoby wywieszające plakaty lub banery wyborcze na płotach swoich posesji prowadzą działalność reklamową, która zostanie opodatkowana według stawek 22 złotych za m² lub 2% wartości nieruchomości. Spotkało się to z oburzeniem ze strony wszystkich kontrkandydatów Kupracza, w tym jego byłego zastępcy Radosława Głażewskiego. W ich ocenie była to próba zastraszania mieszkańców, by nie popierali jego kontrkandydatów. W swojej obronie wójt Kupracz wskazał, że prywatne posesje nie znajdują się na liście miejsc, gdzie komitety wyborcze mogą wywieszać bezpłatnie swoje banery. Złożono w tej sprawie zawiadomienie do delegatury Państwowej Komisji Wyborczej w Koszalinie. Komisarz Marek Mazur stwierdził, że jedyną przesłanką do zakazu plakatowania może być brak zgody właściciela posesji, zaś obowiązek wyznaczania bezpłatnych miejsc do plakatowania nie należy traktować jako zakaz wywieszania ich bezpłatnie w innych miejscach. Sprawę skierowano do rozpatrzenia w Prokuraturze Rejonowej w Koszalinie.
Na początku listopada Franciszek Kupracz poinformował o zamiarze zwolnienia z pracy w Urzędzie Gminy Beaty Krzyżanowskiej, żony jednego z jego kontrkandydatów Jerzego Krzyżanowskiego, który protestował przeciwko rozporządzeniu wójta. Beata Krzyżanowska została zatrudniona jako inspektorka oświaty po tym, jak w ubiegłym roku sąd nakazał zwolnienie jej z posady dyrektorki szkoły w Dąbkach. W momencie, gdy jej mąż wystartował w wyborach, wójt przeniósł ją na stanowisko świadczeń rodzinnych. Jako przyczynę swojej decyzji wskazał, że pracowniczka dokonywała nieuprawnionej agitacji, przyjeżdżając do pracy samochodem z umieszczonym na nim banerem męża. Kobieta zapowiedziała zgłoszenie sprawy do Sądu Pracy.

## Odznaczenia
W styczniu 2014 roku Ministerstwo Edukacji Narodowej uhonorowało Franciszka Kupracza Medalem Komisji Edukacji Narodowej. Odznaczenie przyznano na wniosek Polskiego Towarzystwa Warcabowego za popularyzację tej dyscypliny. Wśród odznaczonych byli też wicewójt Radosław Głażewski, starosta sławieński Wojciech Wiśniowski oraz Sylwia Dęga-Zamrzycka, prowadząca zajęcia z warcabów na świetlicy w Jeżyczkach. Spotkało się to z oburzeniem ze strony Zarządu Głównego Związku Nauczycielstwa Polskiego, którzy wskazywali na brak osiągnięć Kupracza na polu edukacji oraz jego rolę w likwidacji szkół w Słowinie, Dobiesławiu i Dąbkach, z czego ostatnia decyzja doprowadziła do strajku głodowego mieszkańców. Swój głos sprzeciwu wyraziła Małgorzata Chyła, zaangażowana w obronę szkoły w Dąbkach. Rzecznik prasowy MEN Grzegorz Łacheta powiedział, że minister Joanna Kluzik-Rostkowska podejmuje starania o wycofanie medalu dla wójta. Decyzję o przyznaniu odznaczenia podpisała w dniu 10 września 2013 r. poprzednia minister Krystyna Szumilas. Rzecznik Łacheta przyznał, że obecna minister nie podpisałaby tego wniosku. W obronie Franciszka Kupracza wystąpił Jerzy Artymowicz, Prezes Podkarpackiego Okręgowego Związku Warcabowego. W swoim liście otwartym podkreślił, że uczniowie z gminy Darłowo osiągają od czasów urzędowania wójta Kupracza największe sukcesy w skali kraju w tej dyscyplinie. Skrytykował też Ministerstwo za deklarację wycofania przyznanego wcześniej przez siebie medalu. Jan Kazimierczak, prezes Gminnego Zrzeszenia Ludowego Związku Sportowego Darłowo i jeden z sygnatariuszy wniosku o przyznanie medalu dla wójta, podkreślił jego zasługi na rzecz rozbudowy szkół w gminie. Sam wójt zapowiedział, że odda medal na licytację podczas 22. Wielkiego Finału Wielkiej Orkiestry Świątecznej Pomocy. Ostatecznie wiceminister edukacji narodowej Przemysław Krzyżanowski, w odpowiedzi na wniosek przewodniczącego Sekcji Krajowej Oświaty i Wychowania NSZZ „Solidarność” Ryszarda Proksy poinformował, że medal dla wójta nie zostanie wręczony.

## Życie prywatne
Był absolwentem liceum ogólnokształcącego w Sławnie. Z wykształcenia magister inżynier. W czasie PRL był członkiem Spółdzielni Kół Rolniczych. Pod koniec lat 80. został dyrektorem technicznym spółdzielni Kuter. W okresie III Rzeczypospolitej był dyrektorem wielu firm na terenie powiatu sławieńskiego. Prowadził gospodarstwo rolne o wielkości 30 hektarów. Był jednym z założycieli i wieloletnim członkiem zarządu Darłowskiej Lokalnej Grupy Rybackiej. Żonaty, miał dzieci i kilkoro wnucząt.
Przez wiele lat zmagał się z chorobą. Zmarł 27 grudnia 2017 roku. Msza pogrzebowa odbyła się 29 grudnia w kościele św. Gertrudy w Darłowie. 30 grudnia spoczął w sektorze C/8/3 na cmentarzu w Jeżycach. Wolą zmarłego było, żeby zamiast kwiatów żałobnicy przekazali datek na rzecz darłowskiego hospicjum.